# Leonard Horowitz
Leonard George Horowitz (20 de junio de 1952), también conocido como Len Horowitz o Lenny Horowitz, es un doctor en odontología estadounidense 
que además posee postgraduados en su especialidad y en Salud Pública. Dejó su consulta de dentista para introducirse en la industria de la salud y publicar varios libros y folletos en su propia editorial, Tetrahedron (que no debe ser confundida con la revista de igual nombre), así como DVD, CD y artículos en revistas de salud pública.

## Introducción
Entre los conocidos títulos del doctor Horowitz está Deadly Innocence: Solving the Greatest Murder Mystery in the History of American Medicine (1994) (Inocencia mortal: Resolviendo el mayor misterio del crimen en la historia de la medicina americana, sin edición en castellano) donde afirma que el dentista David J. Acer es un pedófilo y asesino en serie que utilizaba el VIH (HIV, virus de inmunodeficiencia humana) como arma; y Emerging Viruses: Aids & Ebola - Nature, Accident or Intentional? (1996) (Virus emergentes: sida y Ébola- ¿Naturaleza, accidente o intención?, sin edición en castellano) en el que presenta la teoría de que tanto el sida como el Ébola fueron creados por el gobierno de los Estados Unidos como armas biológicas para su uso en un plan genocida. Como autor, sus temas han derivado de la salud pública dental a las teorías de conspiración relacionadas con la salud, la oposición a la vacunación y las terapias de la Nueva Era, con elementos de la Numerología y de las profecías apocalípticas cristianas.
El doctor Horowitz colabora con varias empresas de venta en línea de remedios para la salud procedentes de la Medicina Holística. En el brote del Síndrome Respiratorio Agudo Severo (SARS, Severe Acute Respiratory Syndrome) de 2003, él y varios socios anunciaron un "efectivo tratamiento" para la enfermedad, una gama de productos naturales conocida como "Urbani". El doctor Urbani, posteriormente fallecido a causa del SARS, fue el primero que informó a la Organización Mundial de la Salud (OMS) sobre este síndrome. La FDA (Food and Drug Administration), organismo controlador de los alimentos y los medicamentos en Estados Unidos, y la FTC (Fair Trade Commission), entidad reguladora del comercio, advirtieron de claras infracciones relacionadas con el producto, pero parece que nunca dejó de fabricarse. El doctor Horowitz también abrió un spa en Hawái, llamado Steam Vent Inn, que fue clausurado por la administración en 2006.
Las teorías de Horowitz sobre los virus y los peligros de la vacunación han sido bien recibidas en algunos sectores. En algunas páginas web amigas, Bo Gritz es citado sugiriendo que es merecedor del Premio Nobel. Nation of Islam (Nación del Islam, organización afroamericana) advierte a los padres afroamericanos de los peligros que tiene la vacunación para sus hijos, aparentemente por inducción de Horowitz. El 28 de mayo de 2008, el reverendo Jeremiah Wright, antiguo pastor del senador Barack Obama en la Iglesia Unitaria de la Trinidad de Cristo (Trinity United Church of Christ), mencionó el libro de Horowitz Emerging Viruses: AIDS and Ebola como apoyo para su sermón, en el que hablaba de como el gobierno de los Estados Unidos "mintió sobre la creación del virus del sida como medio genocida de la población negra". Muchos califican las conclusiones de Horowitz como teorías conspirativas, y él mismo parece identificarse con éstas, al haber participado en el Conspiracy Con (Congreso de la Conspiración) en 2001, 2004 y 2007.

## Carrera como investigador de salud dental y pública
El doctor Horowitz ha publicado unos veinte artículos en revistas científicas, entre ellas el Journal of the American Dental Association (Diario de la Asociación Dental Americana), General Dentistry (Odontología General), y el Journal of School Health (Diario de Salud Escolar).
A principio de los noventa, el control del sida en odontología y el miedo que abordaba a los pacientes sobre los riesgos de contraerlo en la consulta del dentista, se convirtieron en los temas principales de sus publicaciones y artículos. En aquellos tiempos estos temas fueron muy tratados gracias al caso de Kimberly Bergalis, ella y otros cinco pacientes afirmaban haber contraído el sida en la consulta de su dentista David J. Acer, a su vez enfermo de sida. Las investigaciones iniciales concluyeron que todos portaban la misma cepa del virus y que la fuente más probable de contagio era el doctor Acer.
Entrada la década de los noventa, el pensamiento y las opiniones del doctor Horowitz se situaron al margen del consenso médico, siguiendo la tendencia marcada por una publicación suya diez años anterior, In Defense of Holistic Health (En defensa de la medicina holística). Su investigación personal sobre el doctor Acer parece ser el punto de partida de su carrera como autor de libros y otros soportes defendiendo la teoría de conspiración médica, ya que no solo concluyó que Acer tuvo intención criminal, sino que el gobierno de los Estados Unidos había ocultado evidencias de que el sida había sido creado artificialmente. 
En la Conferencia Internacional sobre sida de Vancouver (1996) la sinopsis de una presentación en la que Horowitz figura como investigador principal reza: "la teoría genocida del sida no se puede descartar".
En 1999, Da Vid, colaborador de Horowitz en la presentación antes citada de la conferencia de Vancouver, declaró acerca de sus teorías conspirativas que él (Horowitz) le estaba "dando demasiado crédito a aquellas personas tan bien organizadas...., le dije directamente que creía que debía haberse enfurecido".

## Su rol en la controversia de Kimberly Bergalis
En 1994, Horowitz publicó algunos artículos
 sobre el caso de David J. Acer, un dentista de Florida que, de acuerdo con las administraciones de salud federales y del estado de Florida, había infectado a seis de sus pacientes con el virus del sida. En su libro Deadly Innocence: Solving the Greatest Murder Mystery in the History of American Medicine publicó su teoría sobre la intencionalidad de Acer en el contagio y con esto llamó la atención de la prensa

.
El doctor Horowitz no fue el único en concluir que el contagio había sido deliberado, los periodistas citaban fuentes reputadas diciendo que "fue un crimen....simplemente porque hemos eliminado cualquier otra posibilidad" y "sea o no científicamente válido, es definitivo que esta es la teoría más frecuente al menos dentro de la comunidad odontológica".
El caso despertó una gran preocupación pública y profesional ya que parecía ser la primera vez que se daba un contagio, no solo de transmisión del sida de dentista a paciente sino desde cualquier profesional del ámbito médico, y por el número de contagiados por un solo profesional.
En las investigaciones previas se concluyó que el contagio se había dado por errores de procedimento de Acer. Sin embargo, la ruta de transmisión no fue nunca identificada, y se descubrieron errores en los análisis del CDC (Centers for Disease Control, Centros para el Control de las Enfermedades) y discrepancias en los informes de algunos pacientes infectados. El interés público fue máximo en junio de 1994, cuando el programa 60 minutes (60 minutos) dedicó su espacio al caso. Dejó de considerarse irrazonable sugerir que los pacientes infectados del doctor Acer simplemente habían mentido sobre su actividad sexual o uso de drogas inyectadas, o que la similitud encontrada entre las cepas del virus por los análisis del CDC podría ser errónea. Sin embargo, meses antes de la emisión de este programa, el 2 de abril de 1994, Horowitz aportaba otra teoría: dado lo improbable de la aparente transmisión "accidental" de dentista a paciente, solo la "intencionalidad" del profesional podía explicar el grupo de contagios. En pocas palabras, la posición de Horowitz era que Acer había matado a Bergalis y sus otros pacientes infectándoles intencionadamente con el virus del sida motivado por un plan político.
Lo que distinguía las alegaciones de Horowitz de otras de la época era que no estaban limitadas a la intencionalidad de Acer, sino que también implicaban a las agencias del gobierno americano, federales como estatales, en su encubrimiento. Lo que escribió en Deadly Innocence prefiguró sus posteriores escritos a favor de las teorías de la conspiración sobre el sida. Según Horowitz, "el CDC y los responsables de salud de Florida han encubierto todas las pruebas que incriminaban a Acer en 36 asesinatos en serie investigados por el FBI (Federal Bureau of Investigation, Despacho Federal de Investigación) ... me vi forzado a concluir que las autoridades habían ocultado las pruebas para impedir que la prensa, y posteriormente el público, investigasen sus antecedentes". El testimonio de Acer en el proceso legal decía que él creía que se estaba muriendo por un virus creado por el gobierno. Según el testimonio del mejor amigo de Acer, este creía que el objetivo de liberar el virus era provocar el genocidio de la comunidad gay americana y la comunidad negra del tercer mundo.
Sin embargo, Edward Parsons, el "mejor amigo" de Acer citado antes, en su testimonio real bajo juramento habría dicho solo que "Acer estaba enfadado por su infección de sida", y especificó que "Acer no le dijo que fuera a infectar a sus pacientes de manera intencionada". En otros lugares Parsons es citado diciendo que Acer había mencionado a los hemofílicos, drogadictos y homosexuales entre las categorías que le parecían demasiado marginales como para que el gobierno americano actuara en su contra con el sida. No obstante, Parsons no menciona ninguna categoría racial, étnica o nacional, y en ningún sitio es citado diciendo que Acer haya mencionado que el virus del sida fuera creado por el gobierno americano, de forma accidental o intencional, o que hubiera sido liberado por algún propósito de algún gobierno.

## Reacción al libroEmerging Viruses: Ebola and AIDS

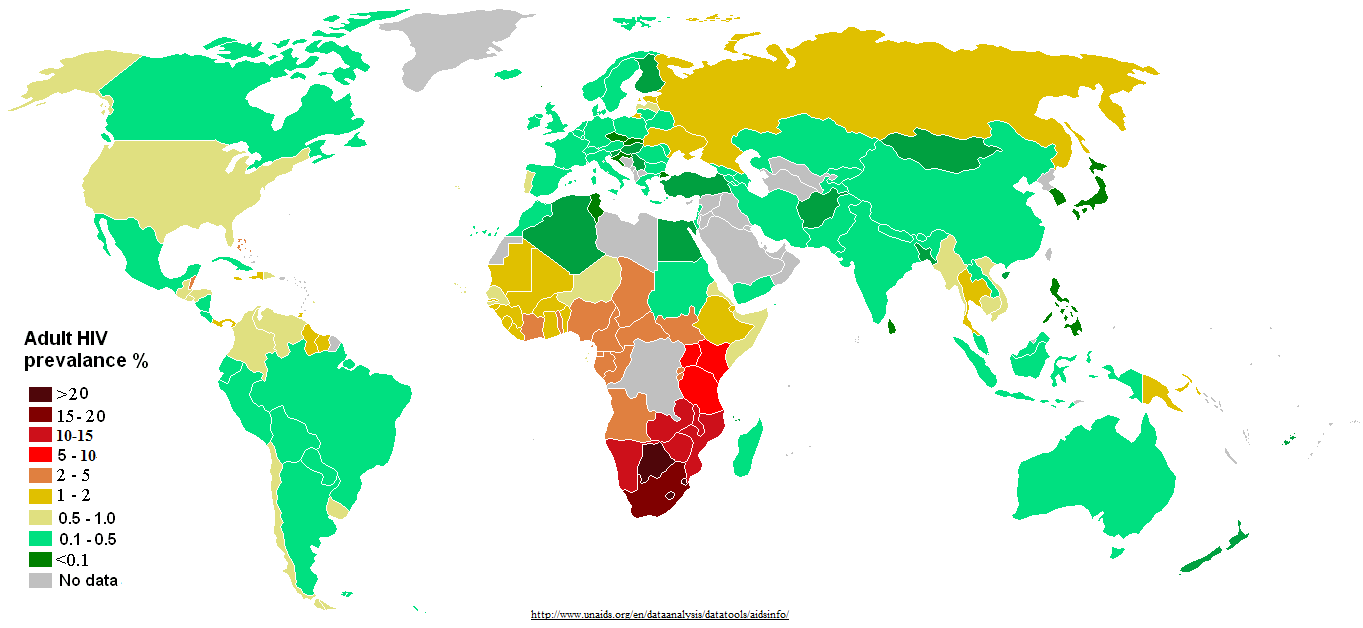
Prevalencia estimada de casos de sida a nivel mundial entre adultos de 15 a 49 años, 2008.

En 1996 Horowitz publicó Emerging Viruses: AIDS and Ebola -- Nature, Accident or Intentional?. Su publicación hizo que Horowitz fuera invitado a hablar en un canal de la televisión por cable y como ponente principal en un seminario sobre epidemias pero, en general, en ese momento era bastante desconocido. Apenas llamó la atención entre los críticos literarios debido a que era publicado por su propia editorial y a su contenido supuestamente conspiracionista. Sin embargo, para mayo de 2008, Emerging Viruses se había situado en el ranking por encima de The Hot Zone: A Terrifying True Story, de Richard Preston (Zona caliente, en su edición en castellano) y The Coming Plague: Newly Emerging Diseases in a World Out of Balance, de Laurie Garrett (La plaga que viene: Nuevas enfermedades emergentes en un mundo desequilibrado, sin edición en castellano) en las categorías de "Enfermedades infecciosas" y "Enfermedades contagiosas" de Amazon. También logró una posición global en ventas de Amazon más alta que la de estos libros, cuya fecha de impresión coincidió con la del libro de Horowitz y además disfrutaron del apoyo de editoriales y críticos importantes, al contrario que Emerging Viruses. 
Los adeptos a las teorías de la conspiración consideran el rechazo de estas por las corrientes principales como una prueba de su validez, las ventas de Emerging Viruses son quizás un aproximado indicador de esta tendencia.
Las teorías del libro sobre la contaminación de las vacunas fueron observadas con aprobación en AIDS in Africa: How the Poor are Dying (2006) (SIDA en África: Cómo mueren los pobres), en un pasaje que daba un fuerte apoyo a las teorías iatrogénicas del sida. También fue citado de forma resumida en el libro Facing a Pandemic: The African Church and the Crisis of HIV/AIDS (Enfrentando la pandemia: La iglesia africana y la crisis del VIH/SIDA), en una lista de teorías alternativas y leyendas urbanas sobre los orígenes de la pandemia del sida, en cuanto a los orígenes africanos. El libro de Horowitz es también citado en The Immunization Resource Guide (La guía de recursos de inmunización: Dónde encontrar respuestas a todas sus preguntas sobre vacunación infantil, sin edición en castellano) de Diane Rozario. Rozario es escéptica sobre las teorías de Horowitz sobre la creación intencionada del virus, pero más receptiva a sus especulaciones sobre una iatrogenia accidental.
Emerging Viruses es citado y discutido en varios libros sobre teorías de conspiración, con aprobación en la mayoría de los casos ya que sus autores son teóricos conspirativos; es un género entrelazado al menos respecto a sus teorías. Entre aquellos que estudian las teorías de la conspiración desde las corrientes principales de la psicología social, Horowitz parece ser aprobado, junto a otros pocos del género que están dotados de un convincente estilo científico y académico heredado de los inicios de sus carreras dentro de las principales corrientes de investigación.

## Reivindicación del tratamiento para el SARS

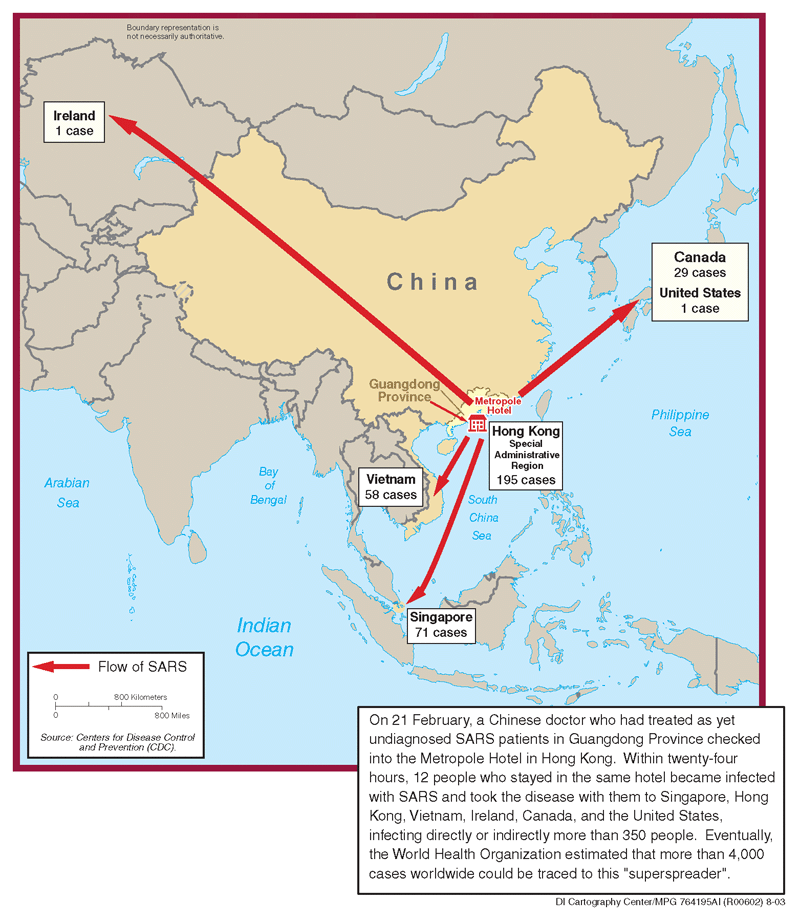
Propagación del SARS. El 21 de febrero, un doctor chino, tras tener contacto con pacientes de la provincia de Guangdong, coincidió en el Metropole Hotel de Hong Kong con 12 personas que a las 24 horas estaban contagiadas y portaron la enfermedad a Singapur, Hong Kong, Vietnam, Irlanda, Canadá y los Estados Unidos, contagiando directa o indirectamente a más de 350 personas. La OMS piensa que más de 4.000 casos en todo el mundo proceden de esta fuente.

En un comunicado de prensa del 6 de mayo de 2003, el doctor Horowitz en su página web (ahora caída) de Healthy World Distributing, LLC, anunció que junto con su colaborador naturópata Joseph Puleo y a otros, habían desarrollado el remedio para el SARS. El comunicado menciona tanto evidencias experimentales de la eficacia de uno de los componentes del remedio contra cultivos de coronavirus, como los resultados de los estudios supuestamente conducidos por Puleo sobre pacientes infectados con coronavirus.
La teoría del coronavirus como causa del SARS había sido anunciada el 24 de mayo de 2002. De este modo, Healthy World Distributing reivindicaba un "tratamiento efectivo" apenas seis semanas después de la identificación inicial del virus, lo que llamó la atención de la prensa. A primeros de 2008 todavía no existe un tratamiento reconocido para el SARS, aparte de medidas para bajar la fiebre.
Los remedios anteriormente mencionados llevaban todos el nombre de "Urbani", en cualquiera de sus variedades. Este nombre era una referencia ostensible donde "reconocer" a Carlo Urbani, que fue el primero que identificó ante la OMS (Organización Mundial de la Salud) el SARS como una nueva, infecciosa y letal enfermedad después de extenderse de China a Vietnam. El mismo Urbani murió de SARS poco después, el 29 de marzo de 2003. Sin embargo, el comunicado de prensa no menciona el rol de Urbani en la identificación de síndrome como tal. Más bien se le menciona como "una de las primeras víctimas" de SARS y como médico que había estado tratando a pacientes.
En 2004, la FDA mandó al doctor Horowitz una carta de advertencia sobre su comercialización de supuestos remedios para el SARS. En respuesta a un aviso del FTC del 12 de mayo de 2003, Horowitz replica el mismo día, de forma extensa, en una de sus ahora caídas páginas, CureforSARS.net (consultada el 04-11-08, ofrece Viagra). Después de referirse a la investigación que según Horowitz respaldaba su remedio para el SARS, escribió:
"No reconocemos la FDA, o su "comisión" en colaboración según este aviso, más que como una autoridad irresponsable, extraviada y maldirigida; ... el insidioso motivo económico oculto tras su aviso político es transparente para los consumidores cultos y los investigadores y proveedores de productos naturales para el cuidado de la salud".
Tal interferencia comercial, supuestamente en defensa de los consumidores americanos y la salud pública, tiene su raíz en el Codex Alimentarius, legislación anglo-americana global que busca controlar todas las curas y tratamientos naturales no protegidos por patente a favor de las multinacionales farmacéuticas (mejor llamadas el cártel petroquímico-farmacéutico global)".
Parece que Horowitz sigue anunciando remedios para el SARS que son similares, si no idénticos en composición, a la fórmula del "Urbani".

## Controversias raciales

Bandera de Nation of Islam

Horowitz ha sido citado como influencia de la decisión de Nation of Islam de convocar el boicot a los programas de vacunación americanos:
...Los informes de Horowitz sobre la inclinación genocida de los gobiernos y las compañías farmacéuticas han sido adoptados por Nation of Islam. Como Horowiz cuenta en la edición extendida de Emerging Viruses, publicada en 1998, fue invitado por Alim Muhammad, ministro de salud de Nation of Islam, a pronunciar un discurso en un encuentro dirigido por Louis Farrakhan, ministro honorable de la organización.
Convencidos por los informes de Horowitz de la peligrosa contaminación con virus, posiblemente producidos por el hombre, de las vacunas, Nation of Islam recomendó el boicot al programa de vacunación obligatorio para niños en Estados Unidos.
A primeros de 2004, en una publicación de Nation of Islam The Final Call (El último llamamiento), se escribió lo siguiente sobre Horowitz:
En su libro de 2001 titulado Death in the Air: Globalism, Terrorism and Toxic Warfare (Muerte en el aire: globalización, terrorismo y guerra tóxica, sin edición en castellano), el doctor Horowitz concluye que la preferencia del sida por los afroamericanos y africanos es el más probable resultado de las exitosas políticas de seguridad nacional ordenadas durante la administración de Richard M. Nixon y Jimmy Carter, dejando poco espacio al argumento que niega la intencionalidad de acabar globalmente con la población negra.
El doctor Horowitz dijo que los documentos de seguridad nacional revelan como objetivo intencionado de sus planes de control de la población a los afroamericanos y africanos, incluida la despoblación, como ha sido llevada a cabo con la epidemia actual de sida. Dijo que todas las consecuencias sociopolíticas y económicas secretamente planeadas para la población negra de la diáspora y la del continente africano por las agencias de inteligencia durante esas dos administraciones se han convertido en realidad.
A principios de los setenta, el doctor Horowitz escribió que el Memorandum 200 de Seguridad Nacional, promovido por Henry Kissinger, asesor de seguridad nacional de Nixon, convocaba a la masiva despoblación del "tercer mundo" para sostener el alineamiento económico de las superpotencias.
Zbigniew Brezinski que reemplazó a Kissinger en la administración de Carter, promovió secretamente entre los jefes del gabinete ministerial el Memorandum 46 de Seguridad Nacional, donde se autorizaba al FBI y la CIA (Central Intelligence Agency, Agencia Central de Inteligencia) a iniciar políticas genocidas.
Horowitz dijo que las políticas de seguridad de Kissinger afirmaban específicamente la necesidad de reducir drásticamente la población africana, y que el memorándum de Brezinski explicaba que el nacionalismo negro representaba una amenaza para la economía y seguridad americana.

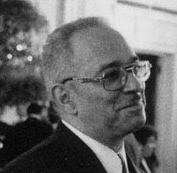
El reverendo Jeremiah Wright

El 27 de abril de 2008, al reverendo Jeremiah Wright, anterior pastor de Barack Obama, le preguntó el moderador del programa Q&A (de la cadena de cable C-SPAN) que tuvo lugar en el Club de Prensa Nacional con relación a la controversia provocada por sus opiniones:
"En su sermón dijo que el gobierno había mentido sobre la creación del VIH como arma genocida contra la población negra, así que le pregunto, ¿usted honestamente cree en esta afirmación suya?"
En sus respuesta Wright citó el libro de Horowitz Emerging Viruses:
"¿El que hace esta pregunta ha leído el libro de Horowitz Emerging Viruses: AIDS and Ebola? Yo he leído cosas diferentes. Como les digo a mis feligreses, si no has leído no puedes juzgar. Visto el experimento Tuskegee y lo que les ha sucedido a los africanos en este país, considero que nuestro gobierno es capaz de hacer cualquier cosa".